# Phloeotribus
Phloeotribus är ett släkte av skalbaggar som beskrevs av Pierre André Latreille 1796. Phloeotribus ingår i familjen vivlar.

## Dottertaxa tillPhloeotribus, i alfabetisk ordning[1][2]
- Phloeotribus acaciae
- Phloeotribus americanus
- Phloeotribus amplus
- Phloeotribus antiguus
- Phloeotribus argentinae
- Phloeotribus argentinensis
- Phloeotribus armatus
- Phloeotribus asiaticus
- Phloeotribus asperatus
- Phloeotribus asperulus
- Phloeotribus atavus
- Phloeotribus atlanticus
- Phloeotribus australis
- Phloeotribus biguttatus
- Phloeotribus boliviae
- Phloeotribus bolivianus
- Phloeotribus brasiliensis
- Phloeotribus brevicollis
- Phloeotribus caucasicus
- Phloeotribus championi
- Phloeotribus chiliensis
- Phloeotribus collaris
- Phloeotribus contortus
- Phloeotribus contractus
- Phloeotribus corsicus
- Phloeotribus crenatus
- Phloeotribus cristatus
- Phloeotribus cylindricus
- Phloeotribus dalmatinus
- Phloeotribus demessus
- Phloeotribus dentifrons
- Phloeotribus despectus
- Phloeotribus destructor
- Phloeotribus discrepans
- Phloeotribus dubius
- Phloeotribus eggersi
- Phloeotribus erinaceus
- Phloeotribus erosus
- Phloeotribus fici
- Phloeotribus fraxini
- Phloeotribus frontalis
- Phloeotribus furvus
- Phloeotribus fuscipennis
- Phloeotribus geminus
- Phloeotribus harringtoni
- Phloeotribus hebes
- Phloeotribus hercegovinensis
- Phloeotribus hirtellus
- Phloeotribus hirtus
- Phloeotribus hispidulus
- Phloeotribus huapiae
- Phloeotribus hylurgulus
- Phloeotribus hystrix
- Phloeotribus ingae
- Phloeotribus insularis
- Phloeotribus jujuya
- Phloeotribus lecontei
- Phloeotribus levis
- Phloeotribus liminaris
- Phloeotribus lineatus
- Phloeotribus lineigera
- Phloeotribus longipilus
- Phloeotribus major
- Phloeotribus manni
- Phloeotribus marginatus
- Phloeotribus maroccanus
- Phloeotribus maurus
- Phloeotribus mayeti
- Phloeotribus mexicanus
- Phloeotribus minor
- Phloeotribus mixtecus
- Phloeotribus muricatus
- Phloeotribus nahueliae
- Phloeotribus nanus
- Phloeotribus nebulosus
- Phloeotribus neglectus
- Phloeotribus nitidicollis
- Phloeotribus novateutonicus
- Phloeotribus nubilus
- Phloeotribus obesus
- Phloeotribus obliquus
- Phloeotribus occidentalis
- Phloeotribus oleae
- Phloeotribus oleiphilus
- Phloeotribus opacicollis
- Phloeotribus opimus
- Phloeotribus ovatus
- Phloeotribus pacificus
- Phloeotribus pectinicornis
- Phloeotribus perfoliatus
- Phloeotribus perniciosus
- Phloeotribus peruensis
- Phloeotribus peyerimhoffi
- Phloeotribus piceae
- Phloeotribus picipennis
- Phloeotribus pilula
- Phloeotribus pistaciae
- Phloeotribus porteri
- Phloeotribus profanus
- Phloeotribus pruni
- Phloeotribus pseudocristatus
- Phloeotribus pseudoscabricollis
- Phloeotribus puberulus
- Phloeotribus pubifrons
- Phloeotribus puncticollis
- Phloeotribus quercinus
- Phloeotribus remorsus
- Phloeotribus rhododactylus
- Phloeotribus rudis
- Phloeotribus rugulosus
- Phloeotribus scabratus
- Phloeotribus scabricollis
- Phloeotribus scarabaeoides
- Phloeotribus schoenbachi
- Phloeotribus serratus
- Phloeotribus setulosus
- Phloeotribus sharpi
- Phloeotribus simplex
- Phloeotribus simplicidens
- Phloeotribus sodalis
- Phloeotribus spinipennis
- Phloeotribus spinulosus
- Phloeotribus squamatus
- Phloeotribus squamiger
- Phloeotribus striatus
- Phloeotribus subcostatus
- Phloeotribus subovatus
- Phloeotribus sulcifrons
- Phloeotribus suturalis
- Phloeotribus tetricus
- Phloeotribus texanus
- Phloeotribus transversus
- Phloeotribus tuberculatus
- Phloeotribus uniseriatus
- Phloeotribus venezuelensis
- Phloeotribus vesculus
- Phloeotribus vestitus
- Phloeotribus willei
- Phloeotribus villosulus
- Phloeotribus zimmermanni